# Таскескен (Сариагаський район)
Таскеске́н (каз. Таскескен) — село у складі Сариагаського району Туркестанської області Казахстану. Входить до складу Тегісшильського сільського округу.
У радянські часи село називалось Таскіскен, до 2017 року — Абай.
Населення — 3217 осіб (2021; 2572 у 2009, 1943 у 1999, 2215 у 1989).